# Дамо фон Бикенбах
Дамо фон Бикенбах (на немски: Dammo von Bickenbach; † сл. 1186/сл. 1187) е господар на Бикенбах.

## Произход
Той е син на Хайнрих фон Бикенбах († сл. 1151) и съпругата му София фон Бухен († ок. 1193). Внук е на Конрад I фон Бикенбах († сл. 1133) и Майнлиндис фон Катценелнбоген († сл. 1156), полусестра на Филип фон Катценелнбоген, епископ на Оснабрюк (1141 – 1173), дъщеря на Хайнрих I фон Катценелнбоген († ок. 1102) и Лукарда (Луитгард) фон Хаймбах-Хенгебах († сл. 1102). Брат е на Конрад фон Бикенбах(† сл. 1175).

## Деца
Дамо фон Бикенбах има един син:
- Готфрид I фон Бикенбах (* пр. 1211; † 1245), господар на Бикенбах, женен за Агнес фон Даун (* пр. 1241; † 1254)